# Eudonia sudetica
Eudonia sudetica là một loài bướm đêm trong họ Crambidae.